# Caaguazú
Caaguazú è una città del Paraguay, situata nel dipartimento di Caaguazú, 

## Geografia
Caaguazú è situata a 179 km ad est dalla capitale nazionale Asunción. 

## Società

### Popolazione
Al censimento del 2002 la città contava una popolazione urbana di 48.941 abitanti (98.136 nell'intero distretto, il più popolato del dipartimento).

## Caratteristiche
La città è conosciuta nel paese come la “capitale del legno”, a causa della significativa produzione di mobili e oggetti in legno. Le altre principali attività economiche sono l'allevamento e l'agricoltura; la coltivazione più diffusa è quella della manioca.

## Infrastrutture e trasporti
Caaguazú è attraversata dalla strada nazionale 2, la principale arteria di comunicazione del paese, che unisce la capitale Asunción con Ciudad del Este e la frontiera con il Brasile.